# Viola aizoon
Viola aizoon là một loài thực vật có hoa trong họ Hoa tím. Loài này được Reiche miêu tả khoa học đầu tiên năm 1892.